# U6 (Wenen)
U6 is een lichte metrolijn in de Oostenrijkse hoofdstad Wenen. Het is met 17,4 km en 24 stations de langste metrolijn van Wenen. Voor een groot deel maakt de U6 gebruik van de oude Weense Stadtbahn. Op deze lijn is veel van de architectuur van Otto Wagner bewaard gebleven.

## Geschiedenis
Het eerste gedeelte werd in 1989 in gebruik genomen en in 1995 de rest. Het gedeelte tussen Philadelphiabrücke en Siebenhirten werd van de tramlijn 64 overgenomen. Om financiële redenen heeft men bij de U6 ervoor gekozen om de bovenleidingen te handhaven. Hierdoor wordt de lijn bereden door trammaterieel. Sinds 1996, na de verlenging over de noordelijke lijn met een kruising van de Donau, eindigt de U6 in Floridsdorf.

## Stations
| Station              | Overstap                             | Foto * | Type                         | Geopend          | Ligging                        | District             |
| -------------------- | ------------------------------------ | ------ | ---------------------------- | ---------------- | ------------------------------ | -------------------- |
| Wien Floridsdorf     | S1, S2, S3, S4, S7, S8, S9, S15      | 300 !  | ondiep gelegen zuilenstation | 4 mei 1996       | 48° 15′ 23″ NB, 16° 24′ 0″ OL  | Floridsdorf          |
| Neue Donau           |                                      | 310 !  | viaductstation               | 4 mei 1996       | 48° 14′ 47″ NB, 16° 23′ 41″ OL | Floridsdorf          |
| Wien Handelskai      | S1, S2, S3, S4, S7, S8, S9, S15, S45 | 320 !  | maaiveld                     | 4 mei 1996       | 48° 14′ 31″ NB, 16° 23′ 8″ OL  | Brigittenau          |
| Dresdner Straße      |                                      | 330 !  | kuip                         | 4 mei 1996       | 48° 14′ 15″ NB, 16° 22′ 51″ OL | Brigittenau          |
| Jägerstraße          |                                      | 340 !  | kuip                         | 4 mei 1996       | 48° 14′ 7″ NB, 16° 22′ 9″ OL   | Brigittenau          |
| Spittelau            | S40                                  | 410 !  | viaductstation               | 7 oktober 1995   | 48° 14′ 8″ NB, 16° 21′ 29″ OL  | Alsergrund           |
| Nußdorfer Straße     |                                      | 440 !  | viaductstation               | 7 oktober 1989   | 48° 13′ 53″ NB, 16° 21′ 9″ OL  | Alsergrund           |
| Währinger Straße     |                                      | 450 !  | viaductstation               | 7 oktober 1989   | 48° 13′ 32″ NB, 16° 20′ 58″ OL | Alsergrund           |
| Michelbeuern         |                                      | 600 !  | maaiveld                     | 7 oktober 1989   | 48° 13′ 15″ NB, 16° 20′ 38″ OL | Alsergrund           |
| Alser Straße         |                                      | 610 !  | viaductstation               | 7 september 1989 | 48° 13′ 1″ NB, 16° 20′ 31″ OL  | Hernals              |
| Josefstädter Straße  |                                      | 620 !  | viaductstation               | 7 oktober 1989   | 48° 12′ 41″ NB, 16° 20′ 21″ OL | Josefstadt           |
| Thaliastraße         |                                      | 630 !  | viaductstation               | 7 oktober 1989   | 48° 12′ 30″ NB, 16° 20′ 18″ OL | Josefstadt           |
| Burggasse-Stadthalle |                                      | 640 !  | uitgraving                   | 7 oktober 1989   | 48° 12′ 14″ NB, 16° 20′ 14″ OL | Rudolfsheim-Fünfhaus |
| Westbahnhof          | S50                                  | 750 !  | kuip                         | 7 oktober 1989   | 48° 11′ 35″ NB, 16° 19′ 26″ OL | Neubau               |
| Gumpendorfer Straße  |                                      | 770 !  | talud                        | 7 oktober 1989   | 48° 11′ 27″ NB, 16° 20′ 16″ OL | Mariahilf            |
| Längenfeldgasse      |                                      | 1170 ! | ondiep gelegen zuilenstation | 7 oktober 1989   | 48° 11′ 6″ NB, 16° 20′ 7″ OL   | Meidling             |
| Niederhofstraße      |                                      | 2300 ! | kuip                         | 7 oktober 1989   | 48° 10′ 51″ NB, 16° 19′ 52″ OL | Meidling             |
| Wien Meidling        | S1, S2, S3, S4, S8, S9, S15, WLB     | 2310 ! | ondiep gelegen zuilenstation | 7 oktober 1989   | 48° 10′ 30″ NB, 16° 20′ 7″ OL  | Meidling             |
| Tscherttegasse       |                                      | 2320 ! | maaiveld                     | 15 april 1995    | 48° 09′ 55″ NB, 16° 19′ 40″ OL | Meidling             |
| Am Schöpfwerk        |                                      | 2330 ! | viaductstation               | 15 april 1995    | 48° 09′ 39″ NB, 16° 19′ 27″ OL | Meidling             |
| Alterlaa             |                                      | 2340 ! | viaductstation               | 15 april 1995    | 48° 09′ 4″ NB, 16° 19′ 1″ OL   | Liesing              |
| Erlaaer Straße       |                                      | 2350 ! | talud                        | 15 april 1995    | 48° 08′ 48″ NB, 16° 18′ 59″ OL | Liesing              |
| Perfektastraße       |                                      | 2360 ! | viaductstation               | 15 april 1995    | 48° 08′ 12″ NB, 16° 18′ 48″ OL | Liesing              |
| Siebenhirten         |                                      | 2370 ! | talud                        | 15 april 1995    | 48° 07′ 50″ NB, 16° 18′ 35″ OL | Liesing              |

* De sorteerwaarde van de foto is de ligging langs de lijn